# Тонга на Светском првенству у атлетици на отвореном 2022.
Тонга је на 18. Светском првенству у атлетици на отвореном 2022. одржаном у Јуџину  од 15. до 25. јула учествовала седамнаести пут. Репрезентацију Тонге представљао је једана такмичар који се такмичио у трци на 100 метара.,
На овом првенству такмичар из Тонга није освојио ниједну медаљу нити је остварио неки резултат.

## Учесници
Мушкарци:
- Нехуми Туихаламака — Трка на 100 метара

## Резултати

### Мушкарци
| Атлетичар          | Дисциплина | Лични рекорд | Предтакмичење | Предтакмичење | Квалификације        | Квалификације        | Полуфинале           | Полуфинале           | Финале               | Финале       | Детаљи |
| Атлетичар          | Дисциплина | Лични рекорд | Резултат      | Место         | Резултат             | Место                | Резултат             | Место                | Резултат             | Место        | Детаљи |
| ------------------ | ---------- | ------------ | ------------- | ------------- | -------------------- | -------------------- | -------------------- | -------------------- | -------------------- | ------------ | ------ |
| Нехуми Туихаламака | 100 м      |              | 12,22 ЛР      | 8. у гр. 2    | Није се квалификовао | Није се квалификовао | Није се квалификовао | Није се квалификовао | Није се квалификовао | 25 / 67 (71) |        |